# Estación de Cecebre
Cecebre es un apeadero ferroviario situado en el municipio español de Cambre en la provincia de La Coruña, en la comunidad autónoma de Galicia. Dispone de servicios de Media Distancia operados por Renfe.

## Situación ferroviaria
La estación se encuentra en el punto kilométrico 533,102 de la línea férrea de ancho ibérico que une León con La Coruña, entre las estaciones de Cambre y de Betanzos-Infesta. El tramo es de vía única y está sin electrificar.

## La estación
Cuando se inauguró el tramo La Coruña-Lugo de la línea Palencia-La Coruña el 10 de octubre de 1875, no se dispuso de ninguna parada en la zona. El apeadero fue construido posteriormente sin que conste su fecha exacta de apertura. Sus instalaciones disponen de un edificio de planta baja, con aspecto de vivienda propio de algunas construcciones ferroviarias de la década de los 70 recubierto por un tejado de una sola vertiente. Cuenta con un único andén lateral al que accede la vía principal.

## Servicios ferroviarios

### Media Distancia
En la estación se detienen los trenes de Media Distancia que unen La Coruña con Monforte de Lemos u Orense. También tiene parada el MD que une La Coruña con Ferrol. 
| Línea MD | Servicio | Origen/Destino | Paradas intermedias | Destino/Origen    |
| -------- | -------- | -------------- | --- | ----------------- |
| 4        | MD       | La Coruña      | Elviña-Universidad · El Burgo-Santiago · Cambre · Cecebre · Betanzos-Infesta · Oza de los Ríos · Cesuras · Pinoy · Curtis · Teijeiro · Guitiriz · Parga · Baamonde · Rábade · Lugo · Pedrelo-Céltigos · Sarria · Monforte de Lemos | Orense            |
| 4        | MD       | La Coruña      | Elviña-Universidad · El Burgo-Santiago · Cambre · Cecebre · Betanzos-Infesta · Oza de los Ríos · Cesuras · Pinoy · Curtis · Teijeiro · Guitiriz · Parga · Baamonde · Rábade · Lugo · Pedrelo-Céltigos · Sarria                     | Monforte de Lemos |
| 5        | MD       | La Coruña      | Elviña-Universidad · El Burgo-Santiago · Cambre · Cecebre · Betanzos-Infesta · Betanzos-Ciudad · Miño · Perbes · Puentedeume · Cabañas-Arenal · Perlío                                                                             | Ferrol            |